# Aliboron
Aliboron is een kevergeslacht uit de familie van de boktorren (Cerambycidae). De wetenschappelijke naam van het geslacht werd voor het eerst geldig gepubliceerd in 1864 door Thomson.

## Soorten
Aliboron omvat de volgende soorten:
- Aliboron antennatum Thomson, 1864
- Aliboron bukidnoni Vives, 2005
- Aliboron granulatum Breuning, 1966
- Aliboron laosense Breuning, 1968
- Aliboron wongi Hüdepohl, 1987